# 蘇維埃茨基區 (漢特-曼西自治區)

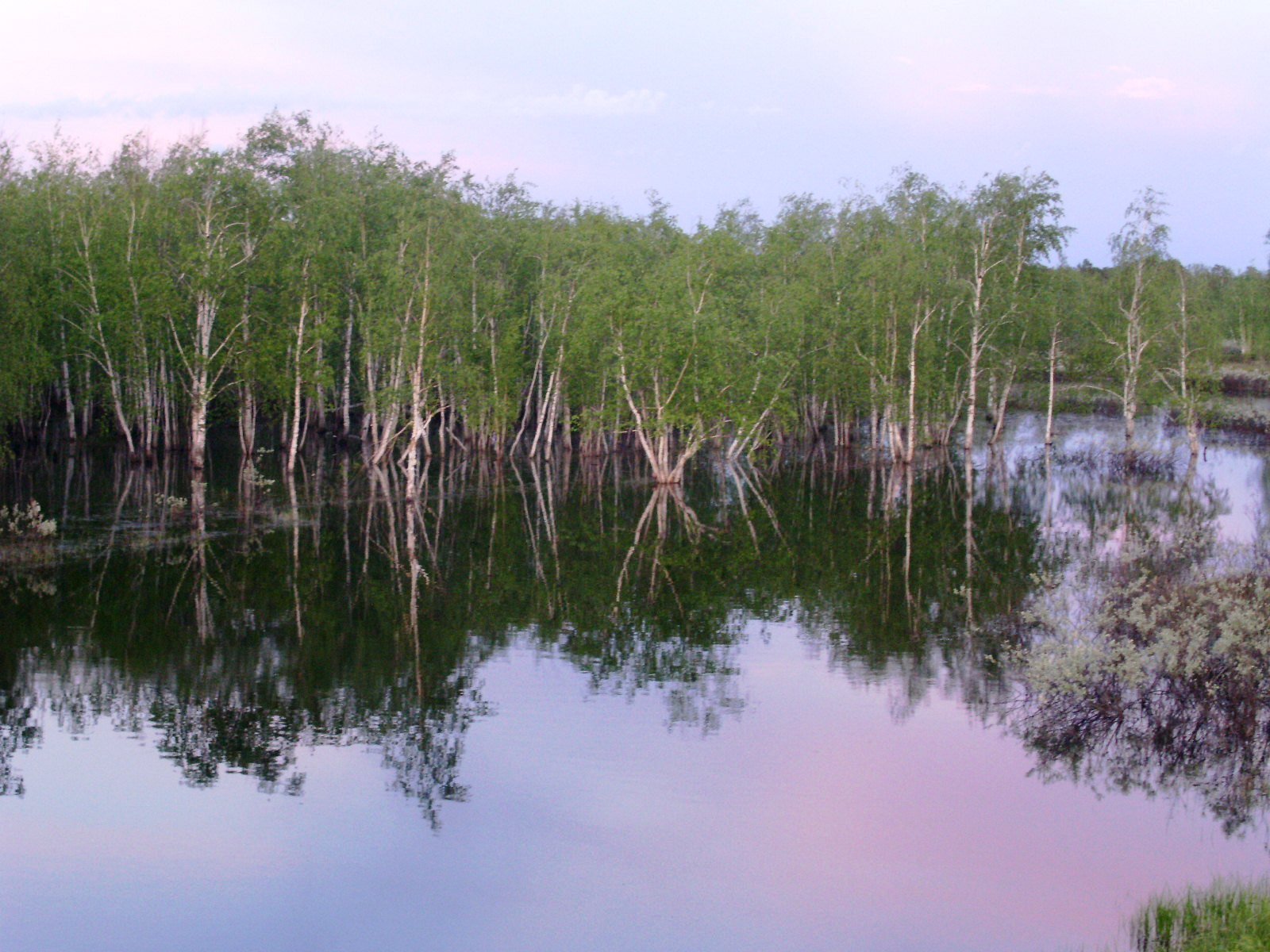

61°22′N 63°34′E / 61.367°N 63.567°E
蘇維埃茨基區（俄语：Советский район），是俄羅斯的一個區，位於該國中部，由漢特-曼西自治區負責管轄，面積30,100平方公里，2010年人口48,059，人口密度每平方公里1.6人。